# Morten Therkildsen
Morten Therkildsen (født 24. september 1983) er en dansk cykelrytter, der kører BMX og cykelcross. Han er udtaget til OL i London 2012 i BMX.
Therkildsen har dyrket sin sport siden 1988 og har siden 2002 repræsenteret Danmark ved internationale stævner. Han er flere gange dansk og nordisk mester. Hans bedste resultater i de store mesterskaber er en trettendeplads ved EM i 2011 og en fjortendeplads ved VM samme år. Han sikrede Danmark repræsentation ved OL i London med en 31. plads ved VM i 2012. Han blev efterfølgende selv udtaget til legene.